# 久保昌二
久保 昌二（くぼ まさじ、1911年〈明治44年〉2月21日 - 1994年〈平成6年〉12月4日）は、日本の化学者。京城帝国大学、第一高等学校、名古屋大学教授。専門は物理化学。

## 経歴
1932年（昭和7年）、東京帝国大学卒業。1938年、理学博士。
台北帝国大学講師、東京帝国大学講師、京城帝国大学教授、第一高等学校教授を歴任。
1948年（昭和23年）、名古屋大学教授。

## 家族・親族
- 父：久保天随（漢文学者）
- 弟：久保亮五（物理学者）